# Westerrade
Westerrade település Németországban, Schleswig-Holstein tartományban. Lakosainak száma 462 fő (2023. december 31.).

## Népesség
A település népességének változása:
| Lakosok száma | 406  | 460  | 439  | 449  | 443  | 462  |
|               | 1975 | 2017 | 2019 | 2021 | 2022 | 2023 |